# Котела
Котела или Гудила (на латински: Cothelas, Gudila; fl. 4 век пр.н.е.) e на цар на тракийското племе гети. Владението му е включвало древния Одесос.
Царството му се намирало до Черно море, между северна Тракия и Дунав. Oколо 341 пр.н.е. той се съюзява с македонския цар Филип II и става негов васал.
Дъщеря му Меда се омъжва за Филип II.
На 7 ноември 2012 г. видната българска археоложка проф. Диана Гергова открива вероятно неговия гроб със златно съкровище при село Свещари, Исперихско.